# Jarrett Culver
Jarrett Culver, né le 20 février 1999 à Lubbock dans le Texas, est un joueur américain de basket-ball évoluant aux postes d'arrière et ailier. Il mesure 1,95 m.

## Carrière junior

### Au lycée
Jarrett Culver va au lycée Coronado à Lubbock au Texas.
Il a obtenu en moyenne 20 points par match chez les juniors, ce qui a mené son équipe aux demi-finales régionales 6A. Culver a été nommé Lone Star Varsity Player of the Year par le Lubbock Avalanche-Journal. Dans sa campagne senior, il a obtenu en moyenne environ 30 points par match et a mené son équipe en rebonds et en passes décisives. En début de saison, Culver a subi une nouvelle blessure à l’épaule en tant que junior, mais il a quand même mené Coronado aux séries éliminatoires et a répété en tant que Lone Star Varsity Player of the Year. Culver était une recrue trois étoiles.
En septembre 2016, il s'engage avec l'université Texas Tech.
En février 2020, son numéro, le 1, est retiré par son lycée.

### À l'université
Jarrett Culver joue en NCAA pour l'équipe des Red Raiders de Texas Tech.
Il débute le 10 novembre 2017 lors de la victoire de son équipe 75 à 50 face aux Jaguars de South Alabama.
Durant la présaison de sa deuxième année, il est nommé dans le All-Big 12. Il est l'un des 20 joueurs à pouvoir remporter le Jerry West Award. Le 20 novembre 2018, il est élu MVP du match du Hall of Fame Classic. Le lendemain, il est nommé parmi les 20 joueurs pour le trophée Oscar Robertson.
En avril 2019, il se déclare candidat à la draft 2019 de la NBA.

## Carrière professionnelle
Jarrett Culver est drafté en 6e position par les Suns de Phoenix. Il est immédiatement envoyé chez les Timberwolves du Minnesota en échange de Dario Šarić et du 11ème choix de la draft 2019.

### Minnesota Timberwolves (2019-2021)
Le 8 juillet 2019, il signe son contrat rookie avec les Wolves.
Il participe à la NBA Summer League 2019 dans le roster des Timberwolves au côté de Keita Bates-Diop, Naz Reid et Josh Okogie. Il fait ses débuts en NBA le 23 octobre avec la réception des Nets de Brooklyn et une victoire 127 à 126. Il marque 4 points, 2 passes décisives et 1 interceptions en sortie de banc. En janvier 2020, lors du match face aux Bucks de Milwaukee, il dunk sur Robin Lopez, ce qui entraîne la colère du joueur des Bucks et une scène plutôt ironique.
Durant le confinement lié à la pandémie de Covid-19, il prend une location avec un terrain de basket afin de pouvoir jouer. Il a pensé investir la maison de Kevin Garnett ou celle de Randy Moss.
Fin janvier 2021, il se blesse gravement à la cheville droite et il doit se faire opérer en mai 2021. Il ne retrouve pas les parquets NBA pour le reste de la saison. Sa saison sophomore s'arrête donc très tôt après seulement 34 matches joués.

### Grizzlies de Memphis (2021-2022)
En août 2021, Jarrett Culver est transféré vers les Grizzlies de Memphis avec Juan Hernangómez contre Patrick Beverley. Durant la saison 2021-2022, il est assigné au Hustle de Memphis en G-League le 7 novembre 2021 (rappelé en NBA le 8 novembre), le 12 novembre (rappelé en NBA le même jour), le 16 novembre (rappelé en NBA le 20 novembre) et le 7 décembre (rappelé en NBA le 8 décembre), soit quatre allers-retours en 2021. Durant la saison 2021-2022, il dispute 37 matches de saison régulière et 3 matches en playoffs. Les Grizzlies déclinent l'option d'équipe qu'ils avaient sur le contrat de Jarrett Culver pour la saison suivante, de ce fait, il devient agent libre à l'issue de la saison 2021-2022.

### Hawks d'Atlanta (2022-janvier 2023)
Le 12 septembre 2022, il signe un contrat two-way avec les Hawks d'Atlanta.
Début novembre 2022, il joue son premier match NBA de la saison face aux Bucks de Milwaukee en évoluant seulement que 3 minutes pour 1 point inscrit. Mi-novembre 2022, il est envoyé en G-League, aux Skyhawks de College Park. Le 20 novembre 2022, il inscrit 25 points et prend 8 rebonds face aux Knicks de Westchester. Il est coupé le 15 janvier 2023.

### Vipers de Rio Grande Valley (janvier 2023-avril 2024)
Le 26 janvier 2023, il se retrouve dans un échange entre trois franchises de G-League et ses droits sont envoyés aux Vipers de Rio Grande Valley.

## Statistiques

### Universitaires
| Saison    | Équipe     | Matchs | Titul. | Min./m | % Tir | % 3pts | % LF | Rbds/m. | Pass/m. | Int/m. | Ctr/m. | Pts/m. |
| --------- | ---------- | ------ | ------ | ------ | ----- | ------ | ---- | ------- | ------- | ------ | ------ | ------ |
| 2017-2018 | Texas Tech | 37     | 20     | 26,4   | 45,5  | 38,2   | 64,8 | 4,80    | 1,80    | 1,10   | 0,70   | 11,20  |
| 2018-2019 | Texas Tech | 38     | 38     | 32,5   | 46,1  | 30,4   | 70,7 | 6,40    | 3,70    | 1,40   | 0,60   | 18,50  |
| Carrière  | Carrière   | 75     | 58     | 29,5   | 45,9  | 34,1   | 68,7 | 5,60    | 2,80    | 1,30   | 0,60   | 14,90  |

Statistiques détaillées

### Professionnelles

#### Saison régulière
| Saison    | Équipe    | Matchs | Titul. | Min./m | % Tir | % 3pts | % LF | Rbds/m. | Pass/m. | Int/m. | Ctr/m. | Pts/m. |
| --------- | --------- | ------ | ------ | ------ | ----- | ------ | ---- | ------- | ------- | ------ | ------ | ------ |
| 2019-2020 | Minnesota | 63     | 35     | 23,9   | 40,4  | 29,9   | 46,2 | 3,4     | 1,8     | 0,9    | 0,6    | 9,2    |
| 2020-2021 | Minnesota | 34     | 7      | 14,7   | 41,1  | 24,5   | 60,4 | 3,1     | 0,7     | 0,5    | 0,3    | 5,3    |
| 2021-2022 | Memphis   | 37     | 0      | 9,1    | 37,8  | 25,5   | 47,1 | 1,3     | 0,9     | 0,5    | 0,1    | 3,5    |
| 2022-2023 | Atlanta   | 10     | 1      | 13,7   | 39,5  | 8,3    | 69,2 | 3,8     | 0,6     | 0,6    | 0,2    | 4,4    |
| Carrière  | Carrière  | 144    | 43     | 17,2   | 40,1  | 27,6   | 50,9 | 2,8     | 1,2     | 0,7    | 0,4    | 6,5    |

Statistiques détaillées (mise à jour le 12 avril 2022)

#### En playoffs
| Saison   | Équipe   | Matchs | Titul. | Min./m | % Tir | % 3pts | % LF | Rbds/m. | Pass/m. | Int/m. | Ctr/m. | Pts/m. |
| -------- | -------- | ------ | ------ | ------ | ----- | ------ | ---- | ------- | ------- | ------ | ------ | ------ |
| 2022     | Memphis  | 3      | 0      | 7,3    | 30,0  | 0,0    | 50,0 | 2,30    | 0,30    | 0,70   | 0,00   | 2,30   |
| Carrière | Carrière | 3      | 0      | 7,3    | 30,0  | 0,0    | 50,0 | 2,30    | 0,30    | 0,70   | 0,00   | 2,30   |

## Records sur une rencontre en NBA
Les records personnels de Jarrett Culver en NBA sont les suivants, :
| Type de statistique        | Saison régulière | Saison régulière         | Saison régulière | Playoffs | Playoffs                   | Playoffs      |
| Type de statistique        | Record           | Adversaire               | Date             | Record   | Adversaire                 | Date          |
| -------------------------- | ---------------- | ------------------------ | ---------------- | -------- | -------------------------- | ------------- |
| Points                     | 26               | Raptors de Toronto       | 18 janvier 2020  | 5        | @ Warriors de Golden State | 7 mai 2022    |
| Paniers marqués            | 8                | 6 fois                   | 6 fois           | 2        | @ Warriors de Golden State | 7 mai 2022    |
| Paniers tentés             | 21               | Nets de Brooklyn         | 30 décembre 2019 | 6        | Warriors de Golden State   | 11 mai 2022   |
| Paniers à 3 points réussis | 4                | 2 fois                   | 2 fois           | -        | -                          | -             |
| Paniers à 3 points tentés  | 10               | Raptors de Toronto       | 18 janvier 2020  | 2        | Warriors de Golden State   | 11 mai 2022   |
| Lancers francs réussis     | 6                | 2 fois                   | 2 fois           | 1        | @ Warriors de Golden State | 7 mai 2022    |
| Lancers francs tentés      | 9                | 2 fois                   | 2 fois           | 2        | @ Warriors de Golden State | 7 mai 2022    |
| Rebonds offensifs          | 4                | 4 fois                   | 4 fois           | 1        | 2 fois                     | 2 fois        |
| Rebonds défensifs          | 8                | Pistons de Détroit       | 23 décembre 2020 | 2        | 2 fois                     | 2 fois        |
| Rebonds totaux             | 10               | 2 fois                   | 2 fois           | 3        | 2 fois                     | 2 fois        |
| Passes décisives           | 7                | @ Grizzlies de Memphis   | 6 novembre 2019  | 1        | Timberwolves du Minnesota  | 19 avril 2022 |
| Interceptions              | 4                | @ Cavaliers de Cleveland | 5 janvier 2020   | 2        | Timberwolves du Minnesota  | 19 avril 2022 |
| Contres                    | 3                | 2 fois                   | 2 fois           | -        | -                          | -             |
| Balles perdues             | 6                | @ Wizards de Washington  | 2 novembre 2019  | 2        | Warriors de Golden State   | 11 mai 2022   |
| Minutes jouées             | 38               | Nets de Brooklyn         | 30 décembre 2019 | 12       | Warriors de Golden State   | 11 mai 2022   |

- Double-double : 1
- Triple-double : 0

Dernière mise à jour : 14 août 2022